# Адамцьо
«Адамцьо» — збірка сучасної української письменниці Кузів Оксани. У книзі три новели «Адамцьо…»,  «Скривджена любов», та «Там, де гори підпирають небо».

## Історія написання
Це перша книга авторки. Кузів Оксана історії взяла із життя: «Працюючи журналістом, я поїхала на Богородчанщину взяти інтерв'ю. Жінка на ім'я Ганна і розповіла мені про свою нелегку долю, що й стала основою повісті „Там, де гори підпирають небо“. За її згоди я не змінила навіть ім'я. А історію, що лягла в основу „Адамцьо“ почула, коли лежала у лікарні. На Калущині молода жіночка народила сліпеньких двійняток. І вся родина задумалась, за що така кара?.. І коли діткам було по три місяці, їхній прадідусь зізнався, що за радянських часів він зробив дуже великий гріх — вирізав очі статуї Ісуса Христа. Взята із життя і третя бувальщина „Скривджена любов“.»
Про назву теж розповіла авторка: «Така назва виникла тоді коли я стояла у церкві і священник сказав: „Адам — це вінець божого творива“ і я ж зразу в церкві витягнула телефон і записала це.»
Обкладинку до книги намалював чоловік письменниці Кузів Богдан Богданович. На малюнку символи весни: дерево, танець та червоний колір.
Книга була презентована та видана 2014 року.

## Зміст
Повість «Адамцьо» — це історія про долю хлопчика-сироти, який змушений виживати у світі, де повно труднощів, злиднів і людської байдужості. Адамцьо народився й виріс у бідності. Його життя сповнене болю, поневірянь і страждань, але попри це він зберігає щирість, прагнення до добра й мрію про кращу долю.
Через його історію авторка відображає соціальні проблеми. Разом з тим, у творі звучить глибока віра в людяність, силу духу й здатність навіть у найскладніших умовах боротися за своє місце в житті.

## Відзнаки
Повість увійшла в список 80-ти найкращих книжок за останні 10 років за рейтингом «Україна читає дітям». Та стала «Книгою року у молоді Прикарпаття».